# Ave (Rochefort)
 (novembre 2021).
Si vous disposez d'ouvrages ou d'articles de référence ou si vous connaissez des sites web de qualité traitant du thème abordé ici, merci de compléter l'article en donnant les références utiles à sa vérifiabilité et en les liant à la section « Notes et références ».
Ave (en wallon Âve) est un hameau de l'Ardenne belge, à la frontière de la province de Namur et de Luxembourg, en Belgique.  Fusionné en 1826 avec le hameau voisin d'Auffe pour former le village de Ave-et-Auffe il fait aujourd'hui administrativement partie de la ville et commune de Rochefort (Région wallonne de Belgique).
Au départ de la route nationale 86 qui va jusqu'Aywaille - et traversé par le Ry d'Ave, un affluent de la Lesse - le hameau d'Ave se trouve à 1,5 kilomètre de l'autoroute A4 et distant d'un kilomètre d'Auffe qui lui fut joint en 1826. 

## Histoire
Le hameau est mentionné une première fois, comme 'paroisse' dans un document de 1139 - une bulle pontificale d'Innocent II - comme groupe participant au pèlerinage annuel à l'abbaye de Saint-Hubert où les reliques du saint étaient vénérées. Les fouilles archéologiques de 1967 ont confirmé qu'un premier lieu de culte fut construit, sans doute au XIIe siècle. Le village plus ancien se trouvait sans doute plus au sud. C'est la construction du sanctuaire religieux qui a entrainé le déplacement de l'agglomération vers le nord. 
En 1478, le prince-évêque de Liège cède Ave à la seigneurie de Lavaux-Sainte-Anne, qui appartient au duché de Bouillon.
Lorsque les municipalités furent créées en 1795, Ave le devint avec 154 habitants (recensement de 1801). En raison de leur petit nombre d’habitants (75 habitants à la fin de 1823), la municipalité voisine d'Auffe fut dissoute (1826) et ajoutée à Ave (alors 168 habitants) pour devenir le village d'Ave-et-Auffe. Cependant, il n’y avait pas d’histoire commune entre les deux entités car Auffe appartenait anciennement au duché de Luxembourg tandis que Ave relevait de l'ancienne principauté de Liège. 

## Patrimoine
- Le Ry d'Ave prend sa source sur le territoire du hameau qu'il longe sur sa partie méridionale.
- Le Sourd d'Ave, là où le Ry d'Ave ressurgit de la terre, forme un ensemble forestier où l'on trouve des espèces rares et intéressantes.
- L'église Saint-Michel d'Ave date du XVIIIe siècle (avec tour millésimée '1772'). Elle est expansion d'un sanctuaire gothique qui lui-même fut un agrandissement d'un lieu de culte datant du XIIIe siècle.